# Mihajlo Gavrilović (general)
Mihajlo Gavrilović, srbski general, * 15. september 1918, † ?.

## Življenjepis
Leta 1942 je vstopil v NOVJ in naslednje leto v KPJ. Med vojno je bil poveljnik več enot (Kosmajski odred, 1. šumadijska brigada, 3. srbska udarna brigada).
Po vojni je končal VVVA JLA in Vojno šolo ter postal general Vojnega letalstva.